# Strongylaspis sericans
Strongylaspis sericans är en skalbaggsart som beskrevs av Friedrich F. Tippmann 1953. Strongylaspis sericans ingår i släktet Strongylaspis och familjen långhorningar. Inga underarter finns listade i Catalogue of Life.